# ルディ・バルビエ
ルディ・バルビエ（Rudy Barbier、1992年12月18日 - ）は、フランス、ボーヴェ出身の自転車競技（ロードレース）選手。2017年からAG2R・ラ・モンディアルに所属。弟のピエール・バルビエも自転車競技（ロードレース）選手。

## 来歴

### アマチュア時代
ワスケアル・ジュニアやUSSAパビリー・ヴァルンタンなど様々なチームで走り、2012年にアルメー・ド・テールに加入。この年にアマチュアレースで5勝を挙げる。8月からはブリヂストン・アンカーに研修生として加入した。
2013年、UCIヨーロッパツアーレースのパリ～アラス・ツアー第2ステージで優勝し、これがアルメー・ド・テールにとって初のUCIレース勝利となった。その後もアマチュアレースなどで優勝し、8月からルーベ・リール・メトロポールに研修生として加入。9月には世界軍人選手権ロードレースにフランス代表として出場し、6位に入った。

### プロ選手時代

#### 2013-2016: ルーベ・リール・メトロポール
2013年、ルーベ・リール・メトロポールに研修生として加入し、ツール・ド・レンに出場。第1ステージでは集団スプリントで11位に入ったが第3ステージでリタイア。ツール・デュ・ポワトゥー＝シャラントでは第1ステージで6位に入った。パリ〜ブールジュでは6位に入った。
2014年、研修生としての活躍が認められ、ルーベ・リール・メトロポールとプロ契約を結んだ。アルメー・ド・テール出身のプロ選手としてはジュリアン・アラフィリップに続き2人目。パリ～アラス・ツアーとロンド・ド・オワーズで総合2位に入った。
2015年、クラシック・ド・アルデンヌ第1ステージでプロ初勝利を挙げ、リーダージャージも1日着用した。グランプリ・ド・ドナンではスプリントでナセル・ブアニ、ボリス・ヴァレーに続き3位。
2016年、パリ～トロワでバプティスト・プランカールトを抑えて優勝。弟のピエールも3位に入り兄弟でポディウムに上った。翌週のショレ＝ペイ・ド・ロワールでもプランカールトを抑えて優勝した。クリテリウム・アンテルナシオナルでは第1ステージでサム・ベネットに続き2位。シーズン後半ではグランプリ・ド・ラ・ヴィル・ド・ペロンシで2位、パリ〜ブールジュで3位に入った。

#### 2017-:AG2R・ラ・モンディアル
2016年8月、AG2R・ラ・モンディアルと2017年からの2年契約を結んだ。
2017年、エトワール・ド・ベセージュでシーズンインすると第2ステージでアレクサンダー・クリストフに続き2位。ツール・ド・ラ・プロヴァンスでは第1ステージで6位。その後はフランドルクラシックに出場しUCIワールドツアーレースにも出場した。5月にはグランプリ・ド・ラ・ソムに出場し、アドリアン・プティに続き2位。6月のフランス選手権では7位に入った。7月にはツール・ド・ワロニーに出場したものの結果を残せず第3ステージでリタイア。パリ〜ブールジュではマルク・サローやジェレミー・ルクロクを抑えて優勝した。
2019年、イスラエルサイクリングアカデミーに移籍。

## 主な戦績
- 2013
  - パリ～アラス・ツアー 区間優勝（第2）

- 2014
  - パリ～アラス・ツアー 総合2位
  - ロンド・ド・オワーズ 総合2位

- 2015
  - クラシック・ド・アルデンヌ 区間優勝（第1）
  - グランプリ・ド・ドナン 3位

- 2016
  - パリ〜トロワ 優勝
  - ショレ＝ペイ・ド・ロワール 優勝
  - グランプリ・ド・ラ・ヴィル・ド・ペロンシ 2位
  - パリ〜ブールジュ 3位
  - ゴーイク・ペイル 4位
  - グランプリ・ディスベルグ 5位
  - ツール・ド・ヴァンデ 7位
  - ラ・ルー・トゥランジェル 9位

- 2017
  - パリ〜ブールジュ 優勝
  - グランプリ・ド・ラ・ソム 2位
  - スヘルデプライス 6位
  - カンピウンスハップ・ファン・フラーンデレン 7位
  - ロンドン・サーリークラシック 9位
  - ユーロアイズ・サイクラシックス 10位

- 2019
  - クラシック・ロワール＝アトランティック 優勝
  - ツアー・オブ・エストニア（英語版） 区間優勝(第1ステージ)

- 2020
  - ブエルタ・ア・サンフアン 区間優勝(第1ステージ)